# Joan García
Joan García Pons (* 4. Mai 2001 in Sallent de Llobregat) ist ein spanischer Fußballtorhüter, der aktuell für den FC Barcelona spielt.

## Karriere

### Verein
Aus der Jugend des CF Damm ging García im Sommer 2016 in die Jugend die von Espanyol Barcelona über. Hier durchlief er alle weiteren U-Mannschaften und ging zur Saison 2020/21 in den Kader der B-Mannschaft über. Schon in der Vorsaison kam er im Herbst 2019 zu ersten Einsätzen, fiel dann jedoch mit einem Außenmeniskuseinriss für den Rest der Saison aus. In der folgenden Saison spielte er in der Segunda División B überwiegend als Stammtorhüter. Zur Spielzeit 2021/22 wurde er fester Teil des Kaders der ersten Mannschaft und debütierte für diese am 10. Januar 2022 bei einer 1:2-Niederlage gegen den FC Elche in LaLiga. Ab März 2024 löste er Fernando Pacheco als Stammtorhüter ab. Gemeinsam mit seinen Mitspielern brachte er seinen Klub über die Play-offs zum direkten Wiederaufstieg. Seit 2025 steht García beim FC Barcelona unter Vertrag.

### Nationalmannschaft
Anfang 2018 kam er zwei Mal für die spanische U17-Auswahl zum Einsatz. Später im Jahr folgten bis Mai 2019 mit der U18 weitere Freundschaftsspiele. Im Jahr 2019 fand dies eine Fortsetzung bei der U19 und im November 2021 debütierte er schließlich in der U21.
Für die Olympischen Spiele 2024 in Paris wurde er für den spanischen Olympiakader nominiert.

## Titel
- Olympiasieger: 2024